# Ibn Hajar al-Haytami
 (décembre 2017).
Si vous disposez d'ouvrages ou d'articles de référence ou si vous connaissez des sites web de qualité traitant du thème abordé ici, merci de compléter l'article en donnant les références utiles à sa vérifiabilité et en les liant à la section « Notes et références ».
Ahmad Ibn Muhammad Ibn Hajar al-Haytami, né en 1504 à Abou Haytam en Égypte occidentale et mort à La Mecque en 1567, est le pilier de l'école shâfi'ite de son époque.
Il était également un grand savant dans les domaines du Coran, du hadith, de la langue arabe, des mathématiques et de la logique.
Il a écrit beaucoup de travaux définitifs sur le fiqh Shafi'i, particulièrement Tuhfat Ul Muhtâj Li Sharh Il Minhâj un commentaire du Minhâj Ut Tâlibîn de l'Imam Al-Nawawi, Fatâwâ° Ul Hadîthiyyah, et Fatâwâ° Ul Kubrâ Il Fiqhiyyah.
Il est mort à la Mecque en 1567 et est enterré au cimetière Al Mu°allâ aux côtés du Compagnon et Calife 'Abdu Llâh Ibn Az Zubayr.